# Sukkur

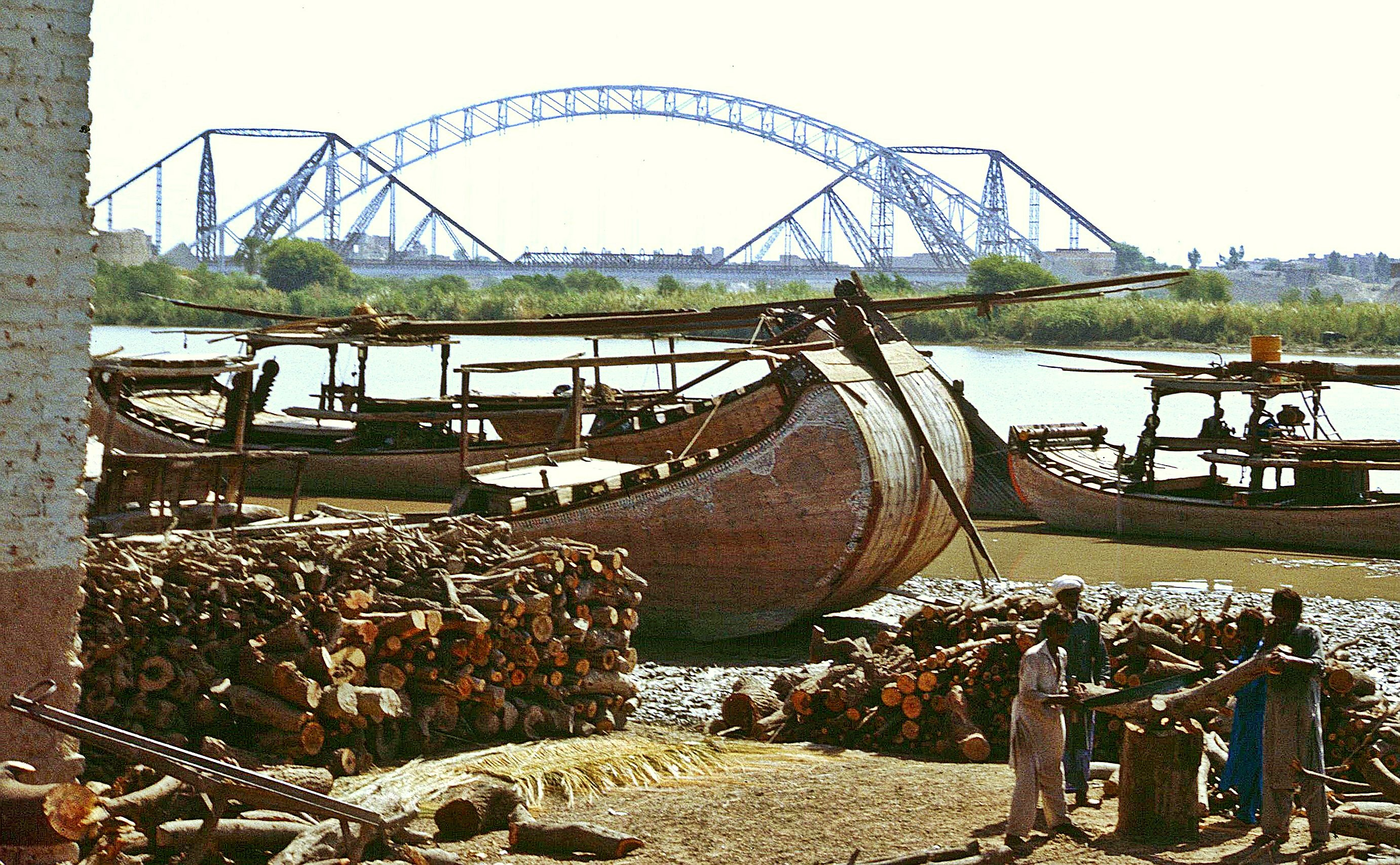
De Indus bij Sukkur

Sukkur (Urdu: سكھر; Sindhi: سکر) is een stad in de provincie Sind in Pakistan. Het is de derde stad in de provincie Sind en de veertiende stad van het land met in 2017 ongeveer 500.000 inwoners.

## Bevolking

### Taal
De meest gesproken moedertalen in de stad waren als volgt:
- Sindhi: 80,5%
- Urdu: 10%
- Punjabi: 5%
- Pasjtoe: 1%
- Balochi: 1,5%
- Seraiki: 1%
- Andere: 1,5%